# Liste der Bodendenkmäler in Babensham
Auf dieser Seite sind die Bodendenkmäler in der oberbayerischen Gemeinde Babensham zusammengestellt. Diese Tabelle ist eine Teilliste der Liste der Bodendenkmäler in Bayern. Grundlage ist die Bayerische Denkmalliste, die auf Basis des Bayerischen Denkmalschutzgesetzes vom 1. Oktober 1973 erstmals erstellt wurde und seither durch das Bayerische Landesamt für Denkmalpflege geführt wird. Die folgenden Angaben ersetzen nicht die rechtsverbindliche Auskunft der Denkmalschutzbehörde.

## Bodendenkmäler der Gemeinde Babensham

### Bodendenkmäler in der Gemarkung Babensham
| Lage                 | Objekt | Akten-Nr.     | Bild |
| -------------------- | --- | ------------- | ---- |
| Babensham (Standort) | Körpergräber vor- und frühgeschichtlicher oder mittelalterlicher Zeitstellung.                                                                                | D-1-7939-0115 |      |
| Babensham (Standort) | Untertägige mittelalterliche und frühneuzeitliche Befunde und Funde im Bereich der Katholischen Pfarrkirche St. Martin in Babensham mit zugehörigem Friedhof. | D-1-7939-0117 |      |

### Bodendenkmäler in der Gemarkung Kling
| Lage             | Objekt                                                             | Akten-Nr.     | Bild |
| ---------------- | ------------------------------------------------------------------ | ------------- | ---- |
| Kling (Standort) | Grabhügel vorgeschichtlicher Zeitstellung.                         | D-1-7939-0005 |      |
| Kling (Standort) | Burgstall des Mittelalters und der frühen Neuzeit (Schloss Kling). | D-1-7939-0071 |      |

### Bodendenkmäler in der Gemarkung Loibersdorf
| Lage                   | Objekt | Akten-Nr.     | Bild |
| ---------------------- | --- | ------------- | ---- |
| Loibersdorf (Standort) | Untertägige mittelalterliche und frühneuzeitliche Befunde und Funde im Bereich der Katholischen Pfarr- und Wallfahrtskirche Sankt Leonhard in Babensham mit zugehörigem Friedhof. | D-1-7939-0123 |      |
| Loibersdorf (Standort) | Untertägige mittelalterliche und frühneuzeitliche Befunde und Funde im Bereich der Katholischen Filialkirche St. Johannes Baptist in Tötzham mit zugehörigem Friedhof.            | D-1-7939-0128 |      |
| Loibersdorf (Standort) | Untertägige frühneuzeitliche Befunde im Bereich von Schloss Loibersdorf und seinen Vorgängerbauten.                                                                               | D-1-7939-0218 |      |
| Loibersdorf (Standort) | Untertägige mittelalterliche und frühneuzeitliche Befunde und Funde im Bereich der Katholischen Filialkirche St. Peter in Kirchloibersdorf.                                       | D-1-7940-0040 |      |

### Bodendenkmäler in der Gemarkung Penzing
| Lage               | Objekt | Akten-Nr.     | Bild |
| ------------------ | --- | ------------- | ---- |
| Penzing (Standort) | Untertägige mittelalterliche und frühneuzeitliche Befunde im Bereich von Schloss Penzing und seiner Vorgängerbauten mit zugehöriger Schlosskapelle.           | D-1-7939-0134 |      |
| Penzing (Standort) | Untertägige mittelalterliche und frühneuzeitliche Befunde und Funde im Bereich der Katholischen Filialkirche St. Ulrich in Odelsham mit zugehörigem Friedhof. | D-1-7939-0138 |      |

### Bodendenkmäler in der Gemarkung Schönberg
| Lage                 | Objekt | Akten-Nr.     | Bild |
| -------------------- | --- | ------------- | ---- |
| Schönberg (Standort) | Untertägige spätmittelalterliche und frühneuzeitliche Befunde und Funde im Bereich der Katholischen Filialkirche St. Jakobus d. Ä. in Schönberg. | D-1-7939-0130 |      |

### Bodendenkmäler in der Gemarkung Titlmoos
| Lage                | Objekt | Akten-Nr.     | Bild |
| ------------------- | --- | ------------- | ---- |
| Titlmoos (Standort) | Untertägige mittelalterliche und frühneuzeitliche Befunde und Funde im Bereich der Katholischen Filialkirche St. Pauli Bekehrung in Titlmoos.                 | D-1-7840-0227 |      |
| Titlmoos (Standort) | Untertägige mittelalterliche und frühneuzeitliche Befunde und Funde im Bereich der Katholischen Filialkirche St. Ulrich in Stadlern mit zugehörigem Friedhof. | D-1-7840-0229 |      |